# Eremopyrum distans
Eremopyrum distans är en gräsart som först beskrevs av Karl Heinrich Koch, och fick sitt nu gällande namn av Sergej Arsenjevitj Nevskij. Eremopyrum distans ingår i släktet dvärgveten, och familjen gräs. Inga underarter finns listade i Catalogue of Life.